# Springfield Modelo 1861

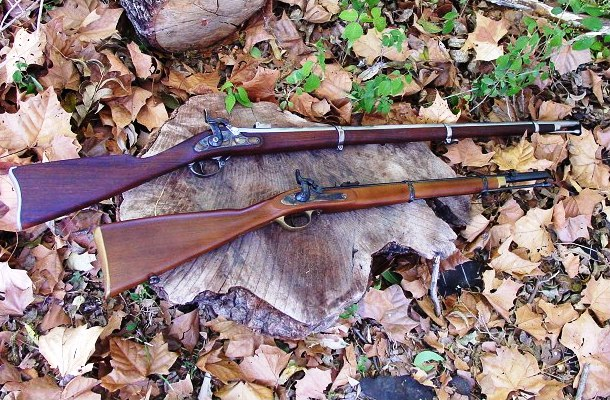
Un Springfield Modelo 1863 y un mosquetón Enfield.

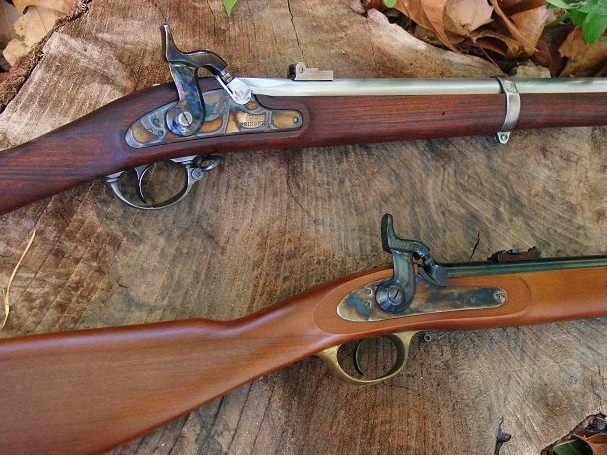
Las llaves de percusión del Springfield y el Enfield.

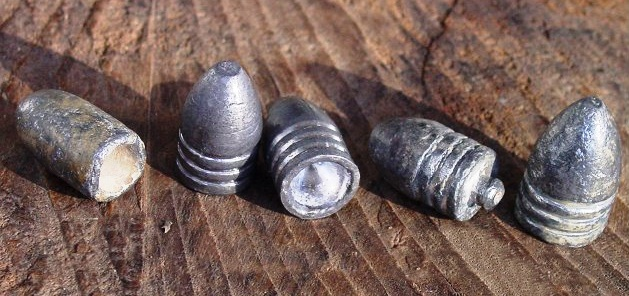
Balas Minié.

El Springfield Modelo 1861 era un fusil de avancarga parecido al Minié, empleado por el Ejército de Estados Unidos y el Cuerpo de Marines durante la Guerra de Secesión. Usualmente llamado "Springfield" (por su lugar de producción original, Springfield, Massachusetts), fue el arma del Ejército de la Unión más utilizada durante la Guerra de Secesión debido a su alcance, precisión y fiabilidad.

## Descripción
Su cañón tenía una longitud de 1.016 mm (40 pulgadas) y disparaba una bala Minié de 15 mm. Su peso total era de aproximadamente 4,1 kg (9 libras). El Springfield tenía un alcance efectivo de 200 a 300 yardas (182,88 a 274,32 m ) y empleaba cápsulas fulminantes para disparar (en lugar del pedernal de las llaves de chispa del siglo 18, siendo el Modelo 1840 el último mosquete estadounidense con llave de chispa). Los soldados bien entrenados eran capaces de disparar con una cadencia de 3 disparos apuntados por minuto, manteniendo su precisión hasta 457,2 m (500 yardas), aunque las distancias de disparo en la guerra era con frecuencia mucho más cortas.
La diferencia más notoria entre el Modelo 1861 y el anterior Modelo 1855 fue la eliminación del cebador de cinta Maynard en el Modelo 1861 (el cebador Maynard, un sistema automático de cebado, era poco fiable en tiempo húmedo, su mecanismo era costoso y la ignición se demoraba en producirse). Además, al contrario del Modelo 1855, el Modelo 1861 nunca fue producido con solo 2 abrazaderas.
El Springfield era apuntado con ayuda de un alza pivotante. El alza tenía dos hojas, una para 274,32 m (300 yardas) y otra para 457,2 m (500 yardas), con ambas hojas plegadas, el alza estaba fijada para un alcance de 91,44 m (100 yardas). En cambio, el fusil británico Enfield Modelo 1853 empleado por el Ejército de los Estados Confederados tenía un alza tipo escalera con incrementos de 91,44 m, que iban desde 91,44 m hasta 365,76 m (400 yardas) y desplegándose para distancias superiores a 457,2 m. Mientras que los mecanismos de puntería del Enfield permitían ajustes más finos, las sencillas hojas del alza del Springfield eran más resistentes y menos costosas de producir. El alza del Enfield se extendió hasta los 823 m (900 yardas) y más en modelos posteriores, en comparación con el alcance máximo de 457,2 m del alza del Springfield. En realidad, poder acertar un blanco situado a más de 600 yardas (548,64 m) con cualquiera de los dos fusiles era principalmente cuestión de suerte. Aunque los diseños de las alzas eran muy diferentes, las dos armas eran muy parecidas y tenían alcances efectivos muy similares.
El fusil Springfield costaba 15 dólares la unidad en el Sprigfield Armory, donde eran oficialmente fabricados. Sobrepasado por la demanda, el arsenal facilitó sus diseños de armas a veinte contratistas privados. El más notorio productor de fusiles Springfield Modelo 1861 bajo contrato fue la  Colt's Manufacturing Company, que hizo varios cambios menores al diseño en su versión, el fusil de avancarga "Colt Special". Estos cambios incluían abrazaderas rediseñadas, un nuevo martillo y una chimenea rediseñada. Varios de estos cambios fueron finalmente adoptados por el Departamento de Armamento e incorporados en el Springfield Modelo 1863.
El Springfield Modelo 1861 estaba equipado con una bayoneta de cubo con púa de forma triangular.

## Historia
El Modelo 1861 fue relativamente escaso en los primeros años de la Guerra de Secesión (muchos soldados aún empleaban mosquetes Springfield Modelo 1842 y Modelo 1816/1822 modificados con llave de percusión, los dos de calibre 17,5 mm (.69). Es poco probable que estuviese disponible para emplearlo en la Primera batalla de Bull Run. Sin embargo, con el paso del tiempo más y más regimientos fueron equipados con los fusiles Modelo 1861, aunque esta mejora apareció más rápido en el Teatro de Operaciones Oriental. Se produjo más de 1.000.000 de fusiles Modelo 1861, para lo cual el Arsenal de Springfield durante la guerra al contrató veinte empresas distintas en la Unión. El número de fusiles Modelo 1861 producidos por el Arsenal de Springfield entre el 1 de enero de 1861 y el 31 de diciembre de 1863 fue de 265.129.
El Modelo 1861 ciertamente fue un paso adelante en el diseño de armas estadounidenses, siendo el primer fusil en ser producido a gran escala (se produjeron relativamente pocos fusiles Modelo 1855 y el fusil Harpers Ferry 1803 era muy escaso). Sin embargo, algunos argumentan[¿quién?] que su impacto en la Guerra de Secesión ha sido sobrestimado. A pesar de ser más preciso en manos de un tirador experimentado, la precisión del fusil frecuentemente se desperdiciaba en manos de reclutas que solamente recibían entrenamiento de tiro básico (se ponía énfasis en la cadencia de disparo). Además, la mayoría de enfrentamientos de la Guerra de Secesión tuvo lugar a distancias relativamente cortas y se usaron tácticas de fuego concentrado, minimizando el efecto de la precisión del nuevo fusil a larga distancia. Finalmente, al disparar la bala de 15 mm (.58), ésta seguía una trayectoria parabólica. En consecuencia, varios soldados novatos que no ajustaban sus alzas podían disparar en combate sobre las cabezas del enemigo. Hay numerosos registros de esta ocurrencia en las primer batallas de la guerra. Tomando en cuenta esto, con frecuencia se entrenaba a los soldados para apuntar hacia abajo. Debido al ancho del punto de mira del Modelo 1861 Especial, la única bayoneta que podía montar era la Collins.
Con la introducción de los cartuchos con casquillo de latón después de la guerra, el Modelo 1861 sirvió como base para varios fusiles de retrocarga, la mayoría de ellos siendo modificaciones del Modelo 1861 y Modelo 1863, culminando en el Springfield Modelo 1873 y sus sucesores empleados durante las Guerras Indias y todas las operaciones del Ejército de los Estados Unidos hasta fines del siglo 19.

## Empleo en la actualidad
El Springfield Modelo 1861 es muy popular hoy en día tanto entre los recreadores históricos de la Guerra de Secesión como los coleccionistas por su precisión, fiabilidad y trasfondo histórico. Los fusiles Springfield originales son costosos, por lo que compañías como Pedersoli, Armi Sport y Euro Armas producen réplicas modernas a un precio más accesible, que también son coleccionadas.